# Scelta Tv
Scelta TV fu una rivista italiana di informazione sulla programmazione televisiva locale; ideata dai fratelli Ugo e Davide Consolazione, uscì in edicola nell'ultima settimana del 1976 e per sei anni completi a seguire riportò i palinsesti di tutte le televisioni private dell'area laziale.
Cessò le pubblicazioni ad aprile 1983 quando sulla scena si affacciarono i grandi syndication e network che resero marginali le piccole realtà locali, e i cui palinsesti erano regolarmente pubblicati dalla grande stampa.
L'archivio della casa editrice andò disperso e fu possibile recuperare solo una minima parte di quanto stampato e pubblicato.

## Storia
Il primo numero portava la data del 28 dicembre 1976, ma uscì nelle edicole il 30 dicembre: in questo modo già alla metà del 1977 comparve la notazione di "anno II".
Per un brevissimo periodo gli editori tentarono anche di aprire una loro emittente televisiva su Roma (Scelta TV Television), ma dopo una breve sperimentazione scelsero piuttosto di acquistare alcuni spazi di programmazione su emittenti romane già avviate.
Nel 1978, ufficialmente terzo anno di pubblicazione, la rivista iniziò a pubblicare i "Monoscopi da Collezione", raccolta di monoscopi e loghi televisivi sia nazionali sia esteri, a gruppi di tre ogni settimana. L'iniziativa venne sospesa con l'inizio dell'annata successiva (ufficialmente la quarta), per riprendere con il numero 40 e proseguire fino al numero 47 dell'annata successiva, con la pubblicazione di un monoscopio o logo alla settimana. In totale furono pubblicate 189 immagini, di cui 129 nella prima serie. Negli angoli della quarta di copertina comparivano quattro monoscopi/loghi delle principali emittenti televisive romane dell'epoca (Tvr Voxson, P.T.S. RadioTelevisione, T.R.E. Tele Roma Europa e Quinta Rete).
La rivista fu pubblicata fino al 9 aprile 1983 (ufficialmente ottava annata), con la pubblicazione del n.14 uscito nella settimana dal 3 al 9 aprile 1983. Con la cessazione delle pubblicazioni della rivista, terminerà anche l'attività della casa editrice F.lli Consolazione Editori.
Gli anni in cui la rivista venne pubblicata corrispondono ad un periodo in cui le televisioni private romane avevano raggiunto una certa importanza, riprendendo ad esempio con maggiore tempestività e accuratezza le notizie locali. Le riviste a basso costo, come Scelta TV a Roma, svolgevano il compito di informare il pubblico sulla loro programmazione, non coperte dai quotidiani. In seguito, con l'affermazione delle televisioni nazionali della Fininvest e una migliore copertura degli eventi locali da parte della Rai, lo share delle televisioni locali romane diminuì considerevolmente e anche la rivista perse la sua ragion d'essere.